# Pempheridae

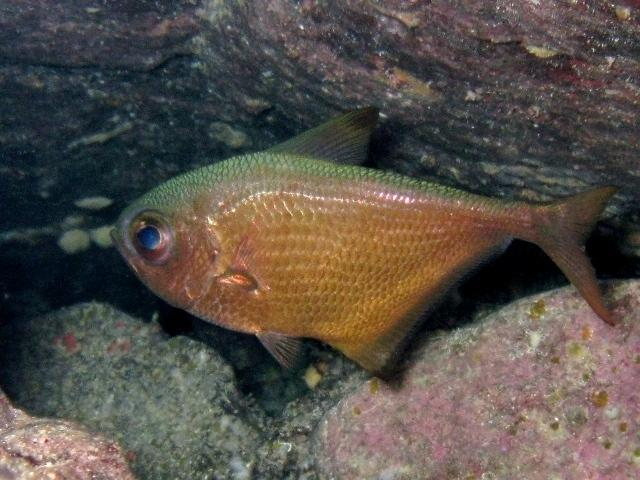
Pempheris vanicolensis

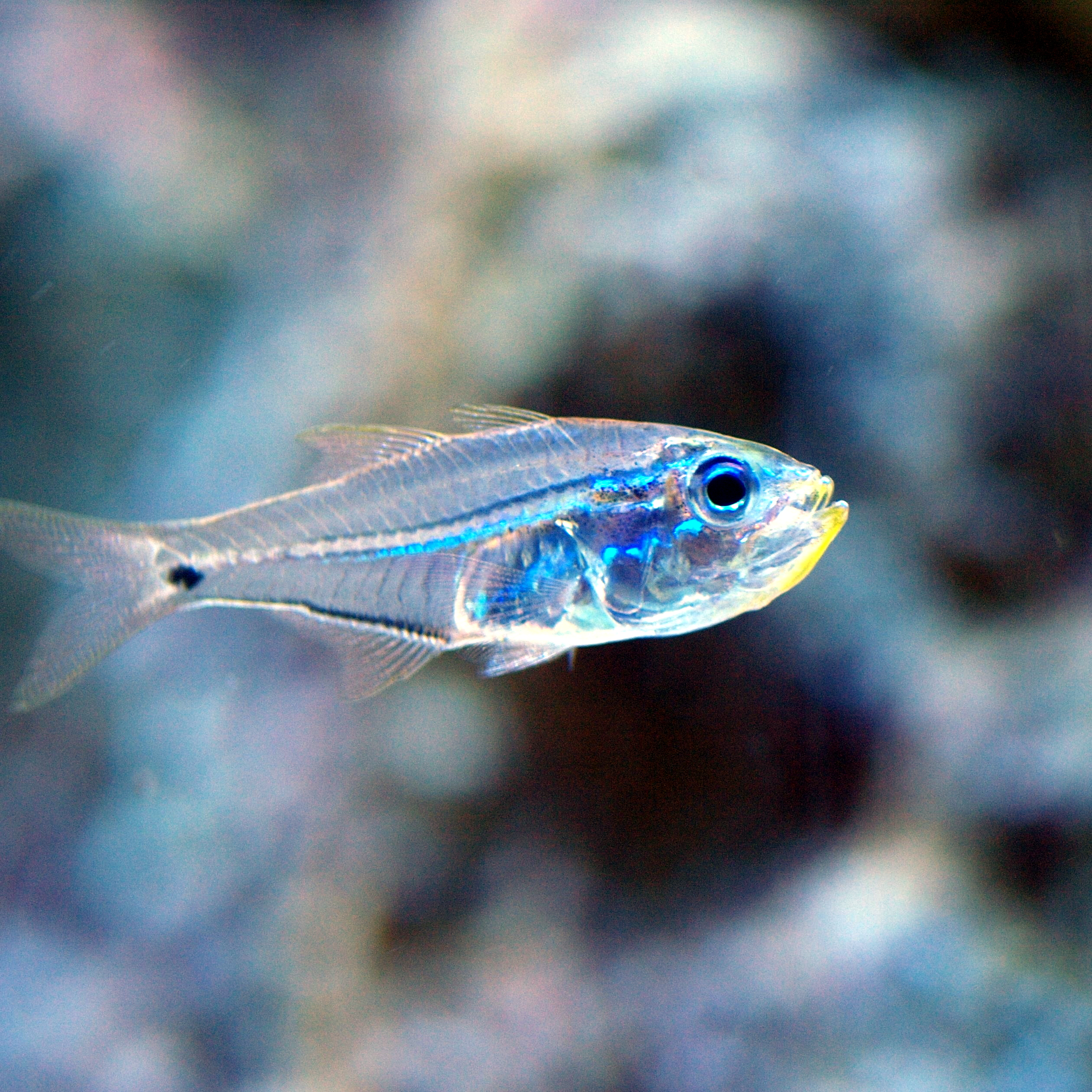
Parapriacanthus ransonneti

I Pempheridae sono una famiglia di pesci ossei marini appartenenti all'ordine Perciformes.

## Distribuzione e habitat
Sono diffusi nei mari e negli oceani tropicali ad eccezione dell'Oceano Atlantico orientale. Pempheris vanicolensis è penetrato nel mar Mediterraneo orientale dal mar Rosso a seguito della migrazione lessepsiana ed è ora diffuso ad ovest fino alla Tunisia .
Popolano fondi duri come scogliere o barriere coralline.

## Descrizione
Questi pesci hanno aspetto caratteristico, alto e compresso ai lati, con ventre bombato e peduncolo caudale sottile. Hanno grandi occhi posti vicino al bordo anteriore del muso e bocca grande e obliqua. La pinna dorsale, unica, è posta al centro del dorso, breve e alta, di solito priva di raggi spinosi. La pinna anale è lunga e di solito piuttosto bassa; la pinna caudale è tronca o leggermente incisa. La linea laterale è spesso ben visibile e continua fin sulla pinna caudale. Alcune specie portano fotofori.
Il colore è rossastro o (talvolta) giallastro nei Pempheris, semitrasparente nei Parapriacanthus.
La misura massima raggiunge i 30 cm ma la maggior parte delle specie non raggiunge i 20.

## Biologia
Sono notturni, passano il giorno nascosti in grotte e anfratti ed escono la notte per cibarsi.

### Alimentazione
Si nutrono di zooplancton.

### Riproduzione
Si crede che le uova e le larve siano pelagiche.

## Specie
La famiglia comprende le seguenti specie:
- Genere Parapriacanthus
  - Parapriacanthus dispar
  - Parapriacanthus elongatus
  - Parapriacanthus marei
  - Parapriacanthus ransonneti
- Genere Pempheris
  - Pempheris adspersa
  - Pempheris adusta
  - Pempheris affinis
  - Pempheris analis
  - Pempheris compressa
  - Pempheris japonica
  - Pempheris klunzingeri
  - Pempheris mangula
  - Pempheris molucca
  - Pempheris multiradiata
  - Pempheris nyctereutes
  - Pempheris ornata
  - Pempheris otaitensis
  - Pempheris oualensis
  - Pempheris poeyi
  - Pempheris rapa
  - Pempheris schomburgkii
  - Pempheris schreineri
  - Pempheris schwenkii
  - Pempheris vanicolensis
  - Pempheris xanthoptera
  - Pempheris ypsilychnus